# لوك فيريرا
لوك فيريرا (بالإنجليزية: Luke Ferreira)‏ هو لاعب كرة قدم أمريكي في مركز الهجوم، ولد في 2 أبريل 1995 في نيوجيرسي في الولايات المتحدة. لعب مع نادي كولورادو سبرينغس.

## وصلات خارجية
- لوك فيريرا على موقع قاعدة بيانات كرة القدم.إي يو (الإنجليزية)
- لوك فيريرا على موقع Soccerway.com (الإنجليزية)